# Naaman der Syrer

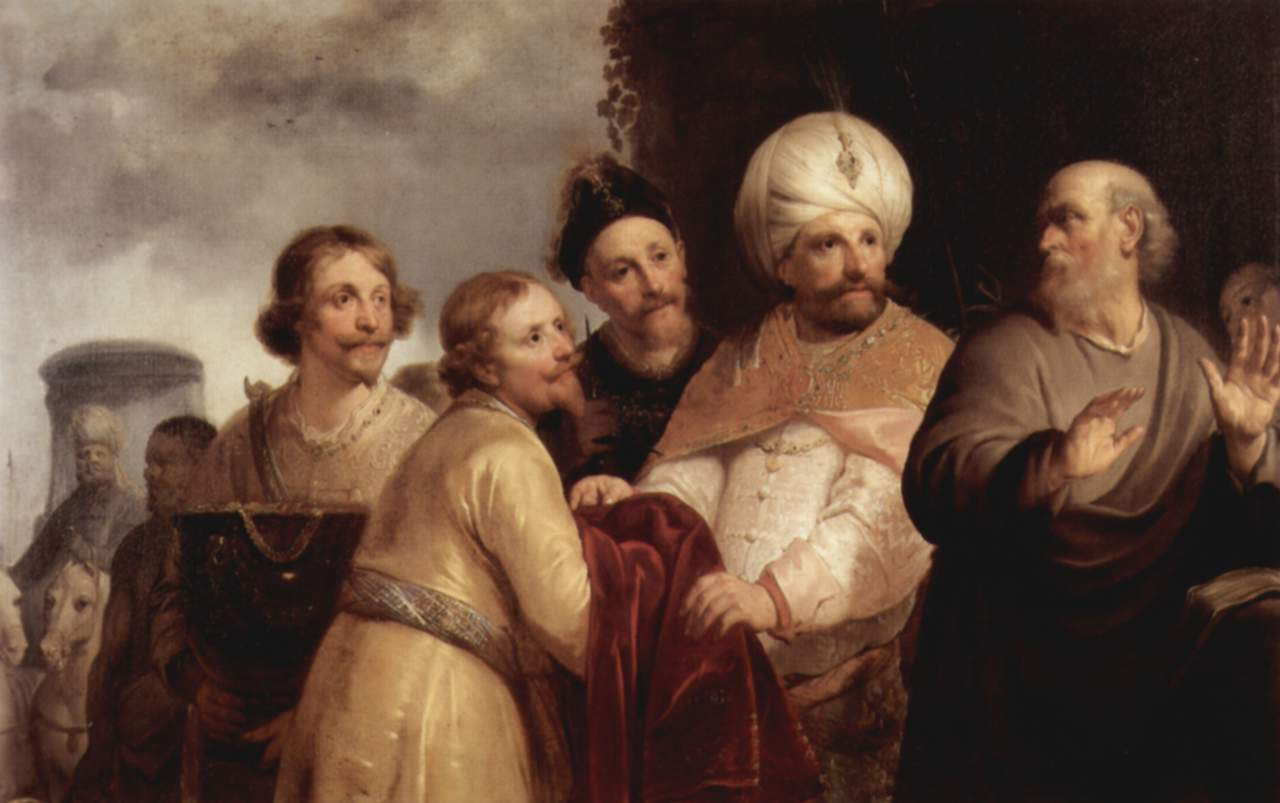
Pieter de Grebber: Der Prophet Elisa weist Naamans Gaben zurück.

Naaman (hebräisch נַעֲמָן „Freundlichkeit“, auch Naeman) war nach Auskunft der Bibel ein syrischer Hauptmann unter dem König Ben Hadad, vermutlich während der Regierungszeit des israelischen Königs Joram. Er wird im Tanach bzw. im Alten Testament im Buch der Könige erwähnt (2 Kön 5 ). Naaman war ein gebräuchlicher nordsyrischer Name.

## Biblische Erzählung
Der biblischen Erzählung zufolge litt Naaman unter Aussatz. Seine Frau hatte ein jüdisches Mädchen als Sklavin, die ihr von einem Propheten in Samarien berichtete, der im Stande sei zu heilen. Daraufhin sandte Ben-Hadad Naaman mit einem Schreiben zum König von Israel (die Namen beider Könige werden in diesem Bericht nicht genannt) und bat ihn, Naaman vom Aussatz zu befreien. Der König von Israel vermochte nicht zu helfen, sondern argwöhnte einen Vorwand für Feindseligkeiten und geriet in Panik. Als der Prophet Elischa dies erfuhr, ließ er Naaman zu sich rufen. Dieser kam bis an seine Tür. Elischa schickte einen Boten heraus mit der Nachricht, er solle sich siebenmal im Jordan waschen (die Septuaginta, die griechische Übersetzung des Alten Testaments, verwendet hier für waschen das Wort baptizein, das später im griechischen geschriebenen Neuen Testament die christliche Taufe bezeichnete, die ebenfalls mit dem Fluss Jordan assoziiert wird; daher wurde die Geschichte von Christen oft als typologische Vorwegnahme der Taufe der Heidenvölker verstanden). Naaman war zunächst verärgert, da er erwartet hatte, der Prophet selbst würde an ihm aufwändige Prozeduren durchführen, und traf Anstalten zur Heimreise. Auf Zureden seiner Diener tauchte er dann doch siebenmal im Wasser unter, wurde geheilt und bekehrte sich zum Gott Elischas. Elischa wies alle dargebotenen Dankgeschenke von Naaman zurück und entließ ihn mit dem Segen.
Die Erzählung ist bedeutsam für das Verhältnis Israels und seines Gottes zu den anderen Völkern. Sie bezeugt die Universalität JHWHs.
Im Neuen Testament wird erzählt, Jesus habe in der Synagoge von Nazaret seinen Landsleuten das Beispiel des Syrers Naaman (wohl als Beispiel für den Heilswillen Gottes auch an Menschen außerhalb des Volkes Israel) vorgehalten, was deren heftigen Zorn erregte (Lk 4,27 ).

## Einzelbelege
1. ↑  Und zwar in der Mitte des 2. Jahrtausends v. Chr., gemäß den Texten von Ugarit. So Das Große Bibellexikon.
2. ↑  Das Große Bibellexikon: „Lepra“; Kommentar zur Bibel. AT und NT in einem Band. R. Brockhaus, Wuppertal 2003, S. 423: „Aussätzig ... bezieht sich jedoch selten oder nie auf die Hansensche Krankheit, die gewöhnlich Lepra genannt wird.“